# Пояркова Антоніна Іванівна
Антоніна Іванівна Пояркова (1897—1980) — радянський ботанік, лауреат Сталінської премії (1952), один із провідних авторів тридцятитомного видання «Флора СРСР» (1934—1964).

## Біографія
Антоніна Іванівна Пояркова народилася 20 лютого 1897 року в Петербурзі в родині службовця. Вона навчалася у Катерининській жіночій гімназії, яку закінчила в 1914 році. У 1915 році стала курсисткою Жіночого педагогічного інституту. У 1922 році закінчила природничо-географічний факультет 1-го Петроградського державного педагогічного інституту.
У 1920 році зарахована науковим співробітником у Відділ живих рослин Головного ботанічного саду РРФСР. Тут вона почала працювати в лабораторії експериментальної екології під керівництвом професора М. А. Максимова.
У 1931—1936 рр. працюючи за сумісництвом в Нафтовому геологорозвідувальному дослідному інституті, виконала ряд робіт по палеоботаніці вивчаючи викопні флори Приаралья, Сахаліну, Амура і Камчатки.
У 1932—1939 рр. епізодично виконувала консультативну роботу за сумісництвом в Державній академії комунального господарства (Москва).
У 1936 році їй було присуджено вчений ступінь кандидата біологічних наук без захисту дисертації «за роботи по систематиці квіткових і по викопних флори Північної Азії».
За ботанічні дослідження, опубліковані у виданні «Флора СРСР», отримала в 1952 році Сталінську премію в галузі науки другого ступеня (разом з ботаніками Б. К. Шишкіним і С. Юзепчуком.
У 1955 році Антоніні Іванівні Поярковій без захисту дисертації була присуджена учена ступінь доктора біологічний наук за спеціальним клопотанням.
У 1969—1973 рр. працювала як консультант в лабораторії систематики та географії вищих рослин Ботанічного інституту АН СРСР. З 1974 року залишила інститут, але в міру своїх сил продовжувала наукову роботу. У 1980 році вона закінчила обробку родини пасльонових для 5-го тому «Флори європейської частини СРСР».
За успішну віддану працю була нагороджена орденом Леніна і кількома медалями.

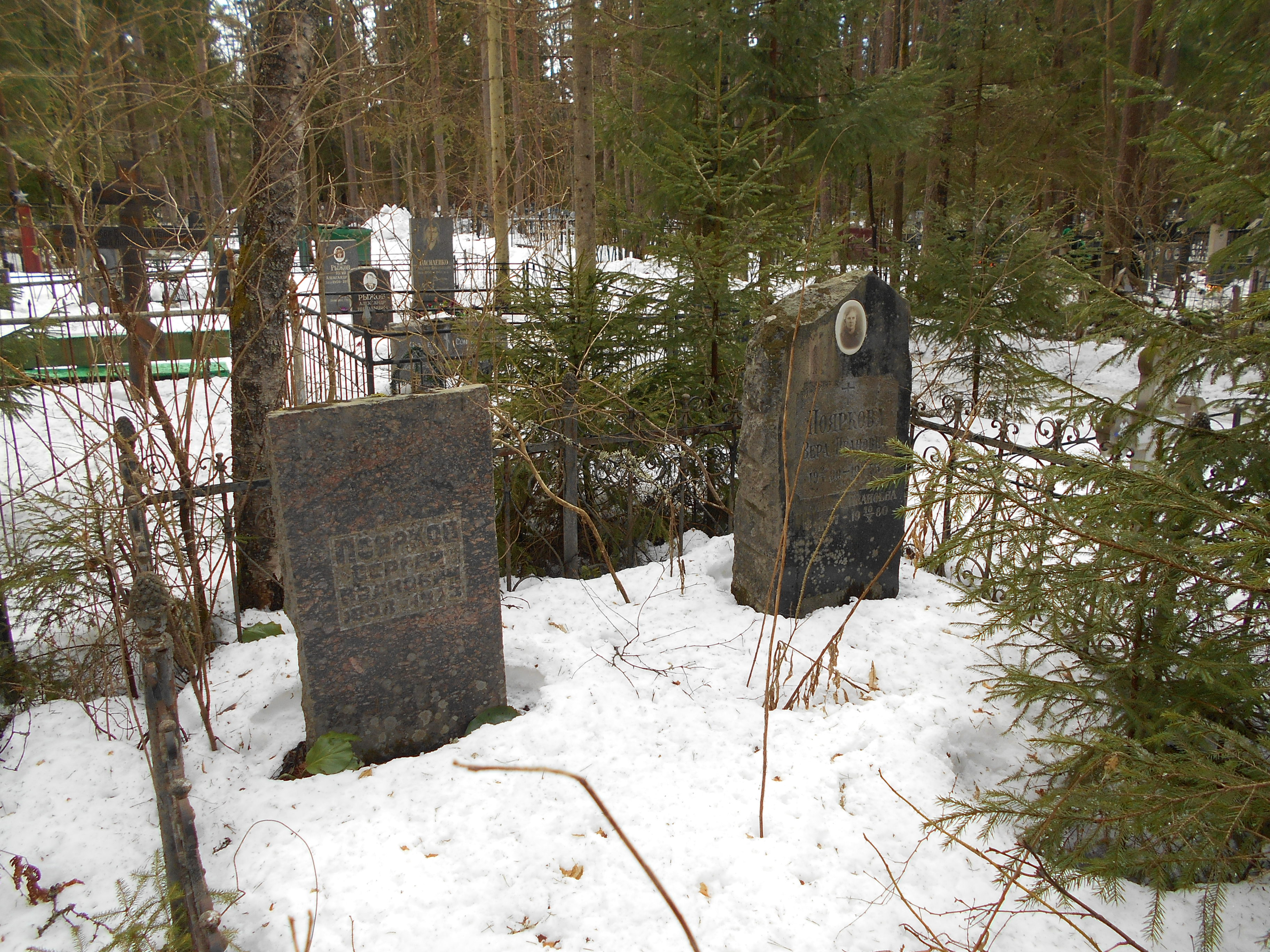
Могила А. І. Пояркової і членів її сім'ї на Зеленогірському кладовищі

Померла у 1980 році. Похована на Зеленогорському цвинтарі, ділянка 11, ряд 1, могила 2. Разом з нею поховані Віра Іванівна Пояркова (1898—1955) і Сергій Іванович Поярков (1898—1973).

## Таксони, названі на честь А.І. Пояркової

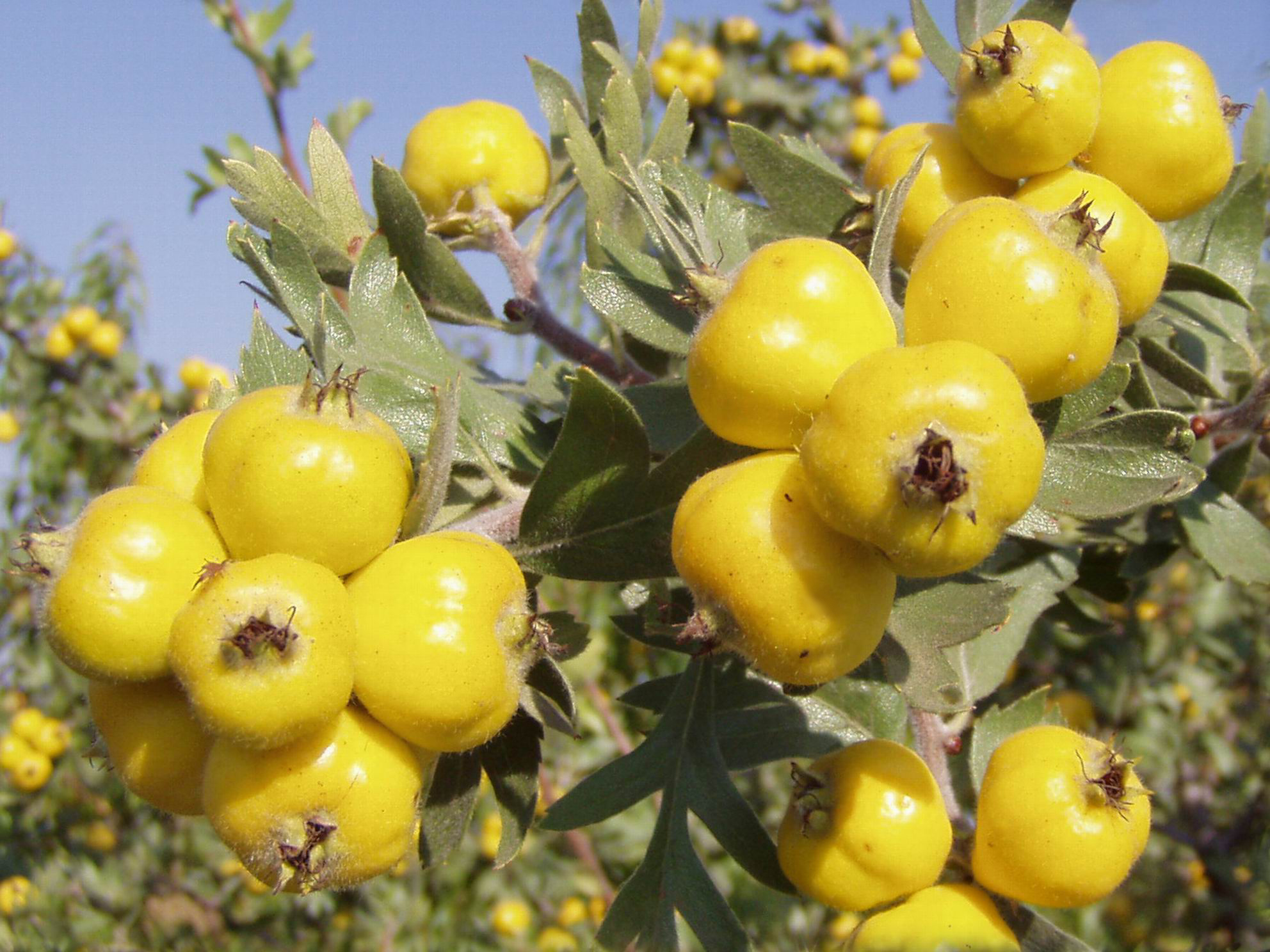
Crataegus pojarkoviae

- Pojarkovia Askerova (1984)
- Andrachne pojarkoviae Kovatschev (1965)
- Cotoneaster pojarkovae Zakirov (1955)
- Crataegus pojarkoviae Kossych (1964)
- Fraxinus pojarkoviana V.N.Vassil. (1952)
- Galium pojarkovae Pobed. (1958)
- Hyoscyamus pojarkovae Schönb.-Tem. (1972)
- Kudrjaschevia pojarkovae Ikonn. (1972)
- Ligularia pojarkovana S.W.Liu & T.N.Ho (2001)
- Prunus pojarkovii A.E.Murray (1969)
- Salicornia pojarkovae Semenova (1956)
- Senecio pojarkovae Schischk. (1953)
- Taraxacum pojarkoviae Schischk. (1964)